# 范妮·黑塞

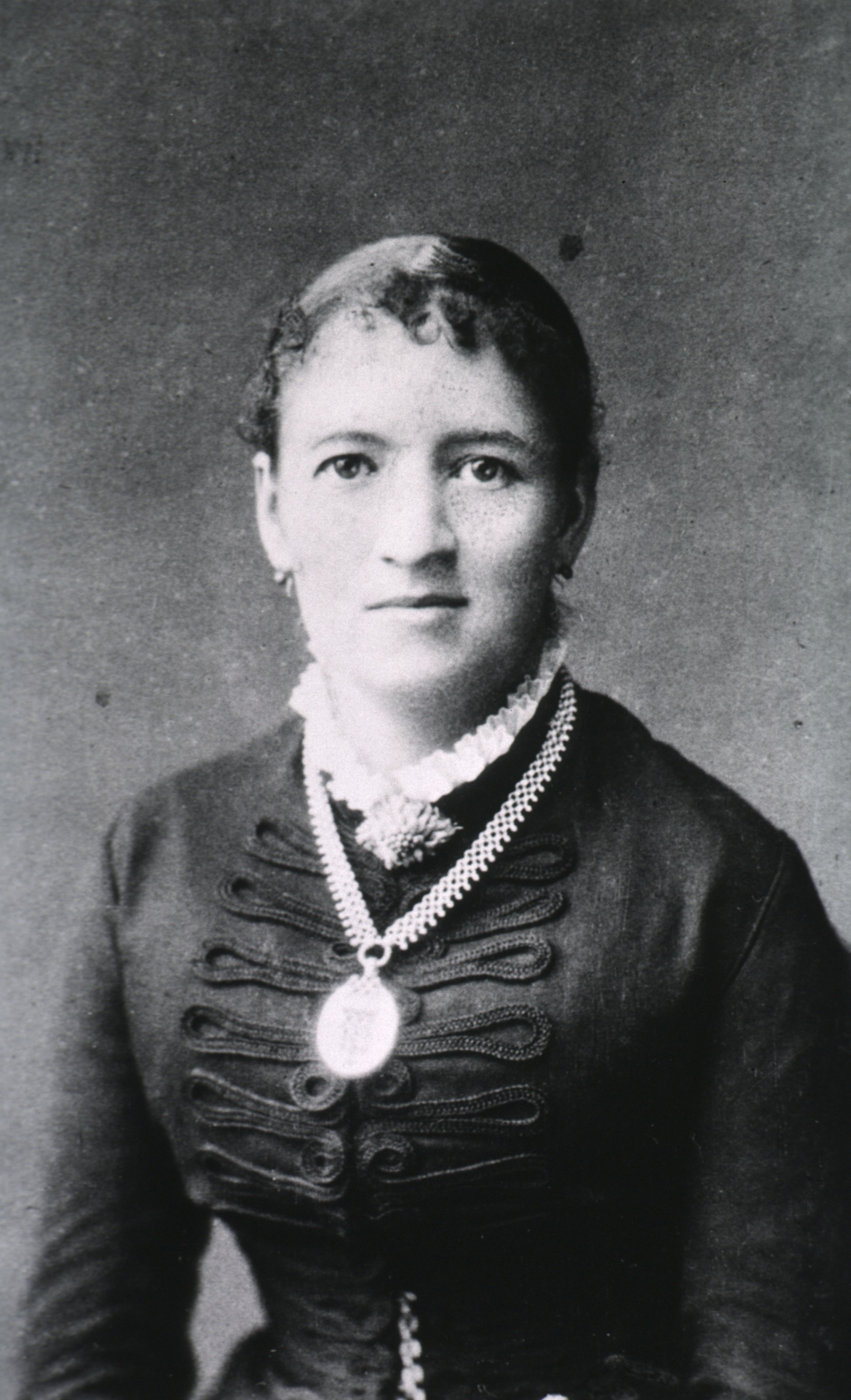
1883年的范妮·黑塞

范妮·黑塞（英語：Fanny Hesse，1850年6月22日—1934年12月1日，原名 ）是一位美国出生的德国微生物学家，最早提出使用琼脂代替明胶的作为培养微生物的培养基。